# Gustav Kunze
Gustav Kunze (Lipsia, 4 ottobre 1793 – Lipsia, 30 aprile 1851) è stato un entomologo, botanico e docente di zoologia tedesco principalmente interessato a felci ed orchidee.

## Biografia
Kunze aderì alla Wernerian Natural History Society di Edimburgo nel 1817. 
Successivamente divenne professore di Zoologia all'Università di Lipsia e nel 1837 fu nominato direttore dei Giardini Botanici di Lipsia. 
Nel 1851 fu eletto come membro straniero dell'Accademia Reale Svedese delle Scienze.
Il genere di piante Kunzea fu così nominato in suo onore.

## Opere
- (DE)  Beiträge zur Monographie der Rohrkäfer. Neue Schrift. Naturf. Ges. Halle, 2 (4): 1-56. (1818).
- (DE)  Zeugophora (Jochträger) eine neue Käfergattung. Neue Schrift. Naturf. Ges. Halle, 2 (4):. 71-76.(1818).

## Collezioni
La sua collezione si trova presso il Naturkundemuseum Leipzig (Museo di Storia Naturale di Lipsia).